# Fraser Armstrong
Fraser Andrew Armstrong (* 1951 in Cambridge, Vereinigtes Königreich) ist ein britischer Chemiker an der University of Oxford.

## Leben und Wirken
Armstrong erwarb 1975 einen Bachelor und 1978 bei Geoff Sykes einen Ph.D. an der University of Leeds. Mit einem Stipendium der Royal Society arbeitete er anschließend bei Peter Kroneck an der Universität Konstanz, bevor er als Postdoktorand zu Ralph Wilkins an die New Mexico State University und zu Helmut Beinert an das Institute for Enzyme Research der University of Wisconsin–Madison ging. Eine weitere Station als Postdoktorand führte ihn 1981 zu Allen Hill an das Inorganic Chemistry Laboratory der University of Oxford, wo er ab 1983 wiederum für die Royal Society als eigenständiger Forschungs-Fellow tätig war.
Nach einer Professur an der University of California, Irvine (1989–1993) ist Armstrong heute (Stand 2013) Professor für Anorganische Chemie an der University of Oxford. Er gehört zum St John’s College.
Armstrong leistete Pionierarbeiten auf dem Gebiet der Elektrochemie von dünnen Schichten von Proteinen, durch die eine besonders genaue thermodynamische und kinetische Kontrolle von Redox-Enzymen möglich ist – am Beispiel der Hydrogenasen als Schlüsselenzym moderner Energietechnik. Er gilt als Erfinder einer Technologie, bei der unter Verwendung von Metalloenzymen Sonnenstrahlung genutzt wird, um Wasser in Wasserstoff umzuwandeln oder Kohlendioxid zu binden.
2008 wurde Armstrong Mitglied der Royal Society und 2021 Mitglied der Academia Europaea.

## Auszeichnungen (Auswahl)
- 1998 European Medal for Biological Inorganic Chemistry
- 2000 Royal Society of Chemistry award for Inorganic Biochemistry
- 2004 Max-Planck 'Frontiers in Biological Chemistry' Award
- 2006 Royal Society of Chemistry Medal for Interdisciplinary Chemistry
- 2010 Joseph Chatt Award der Royal Society of Chemistry[4]
- 2012 Davy-Medaille der Royal Society[3]

## Schriften (Auswahl)
- Bioinorganic chemistry, Springer 1990, ISBN 3-540-51574-7
- Energy… beyond oil, mit Katherine M. Blundell, Oxford University Press 2007, ISBN 0-19-920996-0